# ジョアンネ・ファンリースハウト
ジョアンネ・ファンリースハウト（またはジョアンネ・ファン・リースハウト、Joanne Van Lieshout、2002年11月8日 - ）はオランダの柔道選手。階級は63kg級。

## 人物
2018年のヨーロッパカデ選手権57㎏級で3位になった。その後階級を63kg級に上げると、2019年のヨーロッパユースオリンピックフェスティバルで優勝した。2020年のヨーロッパジュニアでは3位だったが、U23ヨーロッパ柔道選手権で優勝した。2021年のヨーロッパジュニアでも3位だったが、世界ジュニアでは優勝した。2022年のグランプリ・オディヴェーラスでIJFワールド柔道ツアー初優勝を飾った。世界ジュニアでは2連覇を果たした。2023年の世界選手権では3回戦で高市未来を技ありで破るなどして3位になった。2024年の世界選手権では決勝でポーランドのアンジェリカ・シマンスカを技ありで破って優勝した。パリオリンピックでは初戦で敗れた。
IJF世界ランキングは2356ポイント獲得で14位(25/2/3現在)。

## 主な戦績
- 2018年 - ヨーロッパカデ選手権　個人戦　3位(57kg級)　団体戦　2位
- 2019年 - ヨーロッパユースオリンピックフェスティバル　優勝
- 2020年 - ヨーロッパジュニア　3位
- 2020年 - U23ヨーロッパ柔道選手権　優勝
- 2021年 - ヨーロッパジュニア　個人戦　3位　団体戦　3位
- 2021年 - 世界ジュニア　優勝
- 2022年 - グランプリ・オディヴェーラス　優勝
- 2022年 - 世界ジュニア　優勝
- 2022年 -　グランドスラム・アブダビ　3位
- 2023年 -　世界選手権　3位
- 2023年 -　グランドスラム・東京　3位
- 2024年 -　グランドスラム・パリ　5位
- 2024年 -　グランドスラム・バクー　3位
- 2024年 -　グランプリ・リンツ　優勝
- 2024年 -　グランドスラム・トビリシ　3位
- 2024年 -　ヨーロッパ選手権　2位
- 2024年 -　世界選手権　優勝
- 2024年 - グランドスラム・アブダビ　3位
- 2025年 - グランドスラム・パリ　5位
- 2025年 - グランドスラム・バクー　5位
- 2025年 - ヨーロッパ選手権　3位

(出典、)